# ニューコンビネーションプラザニットー
ニューコンビネーションプラザニットー（new combination plaza Nitto）とは、岩手県盛岡市にかつて存在したテナントビル。

## 概要
盛岡市に拠点を置く不動産賃貸会社ニットーコーポレーションが運営するテナントビルであり、1997年（平成9年）4月に開業した。また当初はディスカウントストアだった。
ビルには1階に核テナント、2階に副核テナント、3階に小規模テナントが入居していた他、マクドナルドと立体駐車場が併設されていた。
全盛期にはトイザらスを含む10店舗以上が入居していたが、2013年にはトライアル、タケダスポーツ、エコノマート、てどあ〜る、マクドナルドの5店舗まで減少した。
2019年には主要テナントの撤退が相次ぎ、春にはタケダスポーツとエコノマートが、冬には核テナントのトライアルが撤退した。
新たな核テナントの誘致を進め、2020年春にはドラゴンキューブの運営するリサイクルショップチェーン萬屋が出店する予定だったが、2020年の新型コロナウイルスの影響により、出店計画は頓挫した。
その後、ニットーコーポレーションは収入減少により2022年に破産し、運営元が青森県八戸市に拠点を持つ事業協同組合であるSG GROUPに移った。以降はSGプラザという名称に変わった。
その後、盛岡市の集団ワクチン接種の会場になり、2025年現在はビル自体が閉鎖されている。
別棟テナントのマクドナルドはビル閉鎖以降も営業を続けていたが、2024年12月に隣接する敷地へ移転のため、閉店。駐車場も閉鎖された。

## 主なテナント
1階
- トイザらス - 開業当初からのテナント。イオンモール盛岡南へ移転のため、2013年5月6日に閉店。
- トライアル - 盛岡初出店として2013年8月7日にオープン。その後、滝沢市牧野林へ移転のため、2019年12月8日に閉店。

2階
- タケダスポーツ - ディスカウントストア時代からのテナント。一時期は3階のスペースも利用していた。アクロスプラザ盛岡みたけへ移転のため、2019年春に閉店。
- スタジオアリス - トイザらスと同時期に閉店。

3階
- エコノマート - 岩手県を中心に出店している貴金属店。2012年7月30日出店。イオンモール盛岡南へ移転のため、2019年春に閉店。
- てどあ〜る - 盛岡で愛される喫茶店。2010年12月3日出店。主要テナント撤退後も営業していたが、2021年秋に移転のため、閉店。

別棟テナント
- マクドナルド - 2024年12月に隣接する敷地へ移転のため、閉店。